# Караун (водосховище)
Водосховище Караун (араб. بحيرة القرعون / ALA-LC: Buḥayrat al-Qara‘ūn)  — водосховище на півдні долини Бекаа в Лівані. Воно було створено 1959 року біля села Караун шляхом будівництва греблі Ель-Карун (греблі Ель-Ваурун). Ця гребля є найбільшою в Лівані (61 м у висоту), має кам'яну основу та зовнішній шар з бетону; гребля була збудована на середньому перебігу річки Літані. Водосховище використовується для виробництва електроенергії на трьох ГЕС (загальна потужність 190 МВт), для побутового водопостачання і зрошення 27 500 га землі.
Водосховище перетворилося на важливе середовище проживання для 20 000 перелітних птахів, які щороку там роблять зупинку.

## Географія

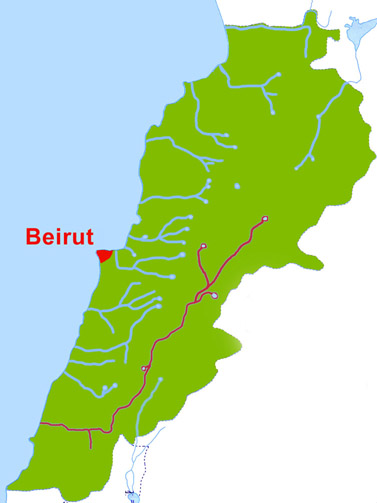
Річка Літані (червоним)

Літані довжиною 170 км — найдовша і одна з 40 основних річок Лівану; її витік розташований в безпосередній близькості від стародавнього міста Баальбек. Це джерело сьогодні є ледь розпізнаване, тому що відкачується забагато води. Водосховище було побудовано на ділянці «Верхньої Літані» на висоті 800 метрів над рівнем моря в долині Бекаа. Навколо долини височіють хребти Ліван на заході і Антиліван на Сході. Сама долина Бекаа є продовженням Йорданської западини.
Площа водозбору водойми становить близько 1 600 км², або близько 15,3 % території Лівану.
Навколишні землі використовуються для сільського господарства, в першу чергу для полей зернових і оливкових гаїв, а також скотарства овець та кіз. На більш крутих схилах на захід від озера є також цілий ряд фруктових плантацій.

### Гребля Ель-Карун

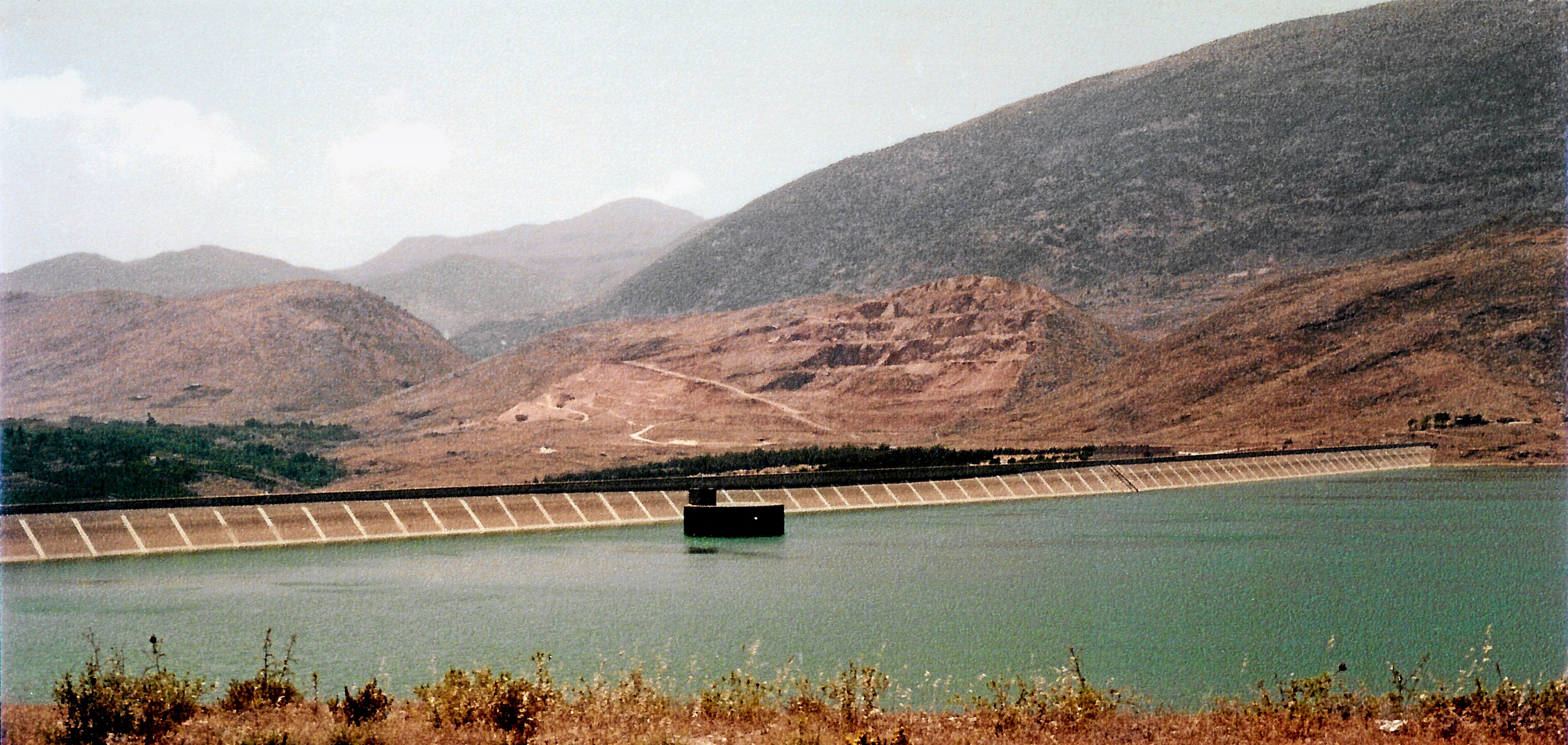
Вид на греблю Ель-Ваурун на півдні водосховища Караун.

Гребля Ель Карун (гребля Ель-Ваурун) збудована близько 70 км на південь від Баальбеку. Її планування почали в 1964 році. Селу Караун довелося поступитися 760 га землі, на якій була побудована гребля. Вона має бетонну оболонку і сердечник з бутового каменю, 61 м у висоту і в цілому 1 090 метрів в довжину. Водосховище має ємність 220 млн. м³ при максимальній висоті заповнення 57 м. Найвищий рівень дзеркала води становить 862 м.н.м., найбільша площа дзеркала — 12,6 км², в середньому — 11,90 км².
Середня висота дзеркала води для виробництва електроенергії становить 835 м.н.м., причому найнижчий рівень, при якому це можливо, становить 827 м.н.м. Максимальна можливість стоку води через дамбу становить 450 млн м3 на рік.

### Водні ресурси
Річка Літані має щорічний дебет (наброску) води близько 1 280 млн м3. З них 60 % необхідні для підтримки водоносних горизонтів та досягнення рівноваги випаровування. З корисних (залишкових) 500 млн м3/рік щорічно використовується 80 мільйонів м³/рік для зрошення та водопостачання, перш ніж вода надходить до дамби. Тому, в кінцевому рахунку, можливо використовувати на греблі в середньому лише 420 млн м³. У посушливі роки цей обсяг може впасти до 320 млн м³ (як у 1972–73 роках). Тому і використовується не більше 320 млн м³. Через серію тунелів і підпірних басейнів вода направляється на виробництво електроенергії, в результаті чого на трьох електростанціях генерується 600 ГВт/рік. Електростанції знаходяться в Маркаба, Авалі та Джуні. Витік річки після останньої електростанції у цьому каскаді знаходиться в 30 км на північ від оригінального гирла. Крім того, щорічно 30 млн м³/рік води від ГЕС Маркаба направляється на «Іригаційний проект Кассмієх»

### Водосховище
Водосховище Караун площею 11,9 км² є найбільшим штучним озером в Лівані і має максимальну ємність 220 млн. м³ води (ефективне зберігання — 160 млн м³). Виробництво електроенергії покриває 7-10 % споживання енергії в Лівані. Вода направляється аж до південного Лівану і використовується для побутового водопостачання, а також для іригаційних проектів, з яких 30 млн м³ в Бекаа і 20 млн м³ для домашнього водопостачання в південному Лівані. Крім того, гребля служить рівнем захисту від паводків і запобігає підтопленню 1500 га землі в деяких карстових районах.
У 1999—2000 роках у різних місцях річки представниками Міністерства охорони навколишнього середовища і «Органу управління річкою Літані» були взяті проби води для розробки плану управління навколишнім середовищем. До того часу неочищені стічні води з міст і поселень Баальбек, Хоух ель Рафка, Каа ер Рім, Захле. Хтоура, Кабб Еліас, Бар Еліас, Джоуб Джанніне і Караун потрапляли безпосередньо в Літані і її притоки, так само як і промислові стічні води. Виявлені рівні біохімічної потреби кисню (79 мг/л) і нітратів (1,7 мг/л) були дуже високими. 2015 року була надрукована концепція «Проекту запобігання  забрудненню озера Караун».
Рослинність навколо озера складається з лісів, садів і чагарників. В озері майже немає водних рослин. Коли знижується рівень води і біля берегів дно оголюється, пейзаж стає схожий на степовий, який пропонує ідеальні умови для жайворонкових і сивкових.
Птахи тут особливо примітні, тому що під час міграції птахів 20 000 особей хижих птахів, лелекових і пеліканів роблять тут зупинку. Тут можна побачити чернь білооку, луня степового, підорлика великого, орла-могильника і степову чайку (Vanellus gregarius), які включені до охоронюваних видів птахів в Червоній книзі зникаючих видів 2008 року.

### Геологія
Геологічно територія навколо озера відноситься до формацій вапняку, вапняного мергелю і алювію, в яких також відбуваються карстові явища. Мергель в районі водойми має низьку проникність.

## Плани
Існують попередні розрахунки проекту «Qaraoun Lake-Marj et Taouil Project» щодо використання (підйому) води озера у насосній ГАЕС (насосній гідроакумулюючій електростанції), для чого пропонується збудувати дамбу висотою 50,6 м на висоті 1679 м.н.м. Таким чином денне забезпечення електроенергією повинно бути покращено за рахунок нічного надлишку.

## Клімат
Клімат у водозбірному басейні водосховища є континентальним, в якому 90 % дощів випадає в період між листопадом і квітнем, з найвищою ймовірністю опадів у січні. Сніг випадає на висотах понад 1500 м.н.м. Річна кількість опадів в долині Бекаа в середньому становить 1500 мм в гірських районах Верхньої Літані, а на півдні на березі моря — лише 700 мм. У водозбірному басейні водосховища у вузькому розумінні середня кількість опадів становить 800 мм/рік.

## Археологія
Археологічна ділянка  Айн Джаоузе знаходиться вище водосховища Караун біля підніжжя гори Джебель Барук на захід від дороги з Чтаура до Джеззін. Єзуїт і археолог Огюст Бергі знайшов там кременеві знаряддя, порівняні з інструментами пізньонеолітичного Бібла.

## Туризм
На заході озера розташовані декілька ресторанів і готелів, які навесні і на початку літа є популярним туристичним місцем. На озері також доступні цілий ряд човнів для туристів і рибалок. Взимку також можливо полювати на перелітних птахів.